# Liste der Mitglieder der American Academy of Arts and Sciences/1971
Im Jahr 1971 wählte die American Academy of Arts and Sciences 145 Personen zu ihren Mitgliedern.

## Neu gewählte Mitglieder
- Maurice Auslander (1926–1994)
- Julius Axelrod (1912–2004)
- William Jack Baumol (1922–2017)
- Baruj Benacerraf (1920–2011)
- Joseph Ben-David (1920–1986)
- Arthur Victor Berger (1912–2003)
- Jerome Abraham Berson (1924–2017)
- Bruno Bettelheim (1903–1990)
- Alexander Mordecai Bickel (1924–1974)
- Margarete Bieber (1879–1978)
- Errett A. Bishop (1928–1983)
- Harry Alfred Borthwick (1898–1974)
- William James Bouwsma (1923–2004)
- William Francis Brace (1926–2012)
- Karl Dietrich Bracher (1922–2016)
- Donald D. Brown (1931–2023)
- Geoffrey R. Burbidge (1925–2010)
- Allan McCulloch Campbell (1929–2018)
- Torbjorn Oskar Caspersson (1910–1997)
- Alfred Dupont Chandler (1918–2007)
- Robert Alan Charpie (1925–2011)
- Ramsey Clark (1927–2021)
- Albert Claude (1899–1983)
- Roderick Keener Clayton (1922–2011)
- Thomas Childs Cochran (1902–1999)
- William Gemmell Cochran (1909–1980)
- Frank Morey Coffin (1919–2009)
- Robert Coles (* 1929)
- Horace Richard Crane (1907–2007)
- David Daube (1909–1999)
- Christian Rene de Duve (1917–2013)
- Sidney Drell (1926–2016)
- Harry George Drickamer (1918–2002)
- Kenneth Orris Emery (1914–1998)
- Herbert Feigl (1902–1988)
- Roderick Firth (1917–1987)
- Renée Claire Fox (1928–2020)
- Max Frankel (1930–2025)
- Helen Louise Gardner (1908–1986)
- Riccardo Giacconi (1931–2018)
- Quentin Howieson Gibson (1918–2011)
- Alfred Gilman senior (1908–1984)
- Vitaly Lazarevich Ginzburg (1916–2009)
- Edward Leonard Ginzton (1915–1999)
- David Victor Glass (1911–1978)
- Ragnar Arthur Granit (1900–1991)
- Paul Edward Gray (1932–2017)
- Alan Frank Guttmacher (1898–1974)
- Susumu Hagiwara (1922–1989)
- Erwin Hahn (1921–2016)
- Osborne Bennett Hardison (1928–1990)
- Patricia Roberts Harris (1924–1985)
- Erich Heller (1911–1990)
- Vivian Wilson Henderson (1923–1976)
- Antony Hewish (1924–2021)
- Roger William Heyns (1918–1995)
- James Robert Hightower (1915–2006)
- Robert Hill (1899–1991)
- Eric John Ernest Hobsbawm (1917–2012)
- Roald Hoffmann (* 1937)
- Richard Hadley Holm (1933–2021)
- Heinz Holter (1904–1993)
- Shinya Inoue (1921–2019)
- Kenneth Keniston (1930–2020)
- Nathan Keyfitz (1913–2010)
- Samuel Noah Kramer (1897–1990)
- Edwin Gerhard Krebs (1918–2009)
- Daniel Sanford Lehrman (1919–1972)
- Luna Bergere Leopold (1915–2006)
- Abba Ptachya Lerner (1903–1982)
- Rachmiel Levine (1910–1998)
- Edward B. Lewis (1918–2004)
- Roy Fox Lichtenstein (1923–1997)
- Charles Eric Lincoln (1924–2000)
- Charles Edward Lindblom (1917–2018)
- Gardner Lindzey (1920–2008)
- Richard Wall Lyman (1923–2012)
- Wallace Trevethic MacCaffrey (1920–2013)
- Yakov Malkiel (1914–1998)
- Masao Maruyama (1914–1996)
- Benjamin Elijah Mays (1895–1984)
- Mambillikalathil Govind Kumar Menon (1928–2016)
- Yehudi Menuhin (1916–1999)
- Walter Paul Metzger (1922–2016)
- Arnaldo Dante Momigliano (1908–1987)
- Wilfried Francis Henry Maria Mommaerts (1917–1994)
- Rudolf Ludwig Mößbauer (1929–2011)
- Ben Roy Mottelson (1926–2022)
- Earl Leonard Muetterties (1927–1984)
- James Van Gundia Neel (1915–2000)
- Marc Leon Nerlove (1933–2024)
- Isamu Noguchi (1904–1988)
- Bertil Gotthard Ohlin (1899–1979)
- Laurence Kerr Olivier (1907–1989)
- Walter Jackson Ong (1912–2003)
- Brooks Otis (1908–1977)
- Chaim Leib Pekeris (1908–1993)
- Ralph Saul Phillips (1913–1998)
- David Edwin Pingree (1933–2005)
- Detlev Walter Ploog (1920–2005)
- George Joseph Popjak (1914–1998)
- John Anthony Pople (1925–2004)
- Eliot Furness Porter (1901–1990)
- William Frank Pounds (1928–2023)
- Raul Prebisch (1901–1986)
- Victor Sawdon Pritchett (1900–1997)
- Omeljan Pritsak (1919–2006)
- Froelich Gladstone Rainey (1907–1992)
- Paul Ricoeur (1913–2005)
- Henry William Riecken (1917–2012)
- James McConkey Robinson (1924–2016)
- Saul Roseman (1921–2011)
- John Max Rosenfield (1924–2013)
- Franz Rosenthal (1914–2003)
- Abdus Salam (1926–1996)
- John Lyell Sanders (1924–1998)
- Herbert Eli Scarf (1930–2015)
- Israel Scheffler (1923–2014)
- Robert Osher Schlaifer (1914–1994)
- Dietrich Schneider (1919–2008)
- Michael Sela (1924–2022)
- Wilfrid Stalker Sellars (1912–1989)
- Robert Shackleton (1919–1986)
- Robert Phillip Sharp (1911–2004)
- John Alexander Simpson (1916–2000)
- Seymour Jonathan Singer (1924–2017)
- Eugene Bertram Skolnikoff (* 1928)
- Frederick Edward Smith (1920–2012)
- Soedjatmoko (1922–1989)
- Robert Lamb Sproull (1918–2014)
- Thomas Earl Starzl (1926–2017)
- Peter Frederick Strawson (1919–2006)
- Herbert Tabor (1918–2020)
- Jun-ichi Tomizawa (1924–2017)
- Harold Edwin Umbarger (1921–1999)
- Emily Dickinson Townsend Vermeule (1928–2001)
- Peter Heinrich von Blanckenhagen (1909–1990)
- Bruce Wallace (1920–2015)
- Michael Laban Walzer (* 1935)
- Bernard Weinberg (1909–1973)
- George West Wetherill (1925–2006)
- Clifton Reginald Wharton (1926–2024)
- Julian Hill Whittlesey (1905–1995)
- Frederic Garfield Worden (1918–1995)
- Herbert Frank York (1921–2009)